# Starý Hrádok
Starý Hrádok este o comună slovacă, aflată în districtul Levice din regiunea Nitra. Localitatea se află la altitudinea de 148 m deasupra n.m., se întinde pe o suprafață de 6,57 km2 și în 2017 număra 191 de locuitori.

## Istoric
Localitatea Starý Hrádok este atestată documentar din 1239.

## Demografie
| An:                | 1994 | 2004   | 2014   | 2024    |
| ------------------ | ---- | ------ | ------ | ------- |
| Număr de persoane: | 183  | 174    | 187    | 233     |
| Diferență:         |      | −4,91% | +7,47% | +24,59% |

| An:                | 2023 | 2024   |
| ------------------ | ---- | ------ |
| Număr de persoane: | 225  | 233    |
| Diferență:         |      | +3,55% |